# Vacuum bed
Un vacuum bed, letteralmente letto a vuoto in inglese, spesso chiamato anche vacbed, è un dispositivo utilizzato talvolta nelle pratiche BDSM e nel feticismo della gomma.

## Struttura e funzionalità

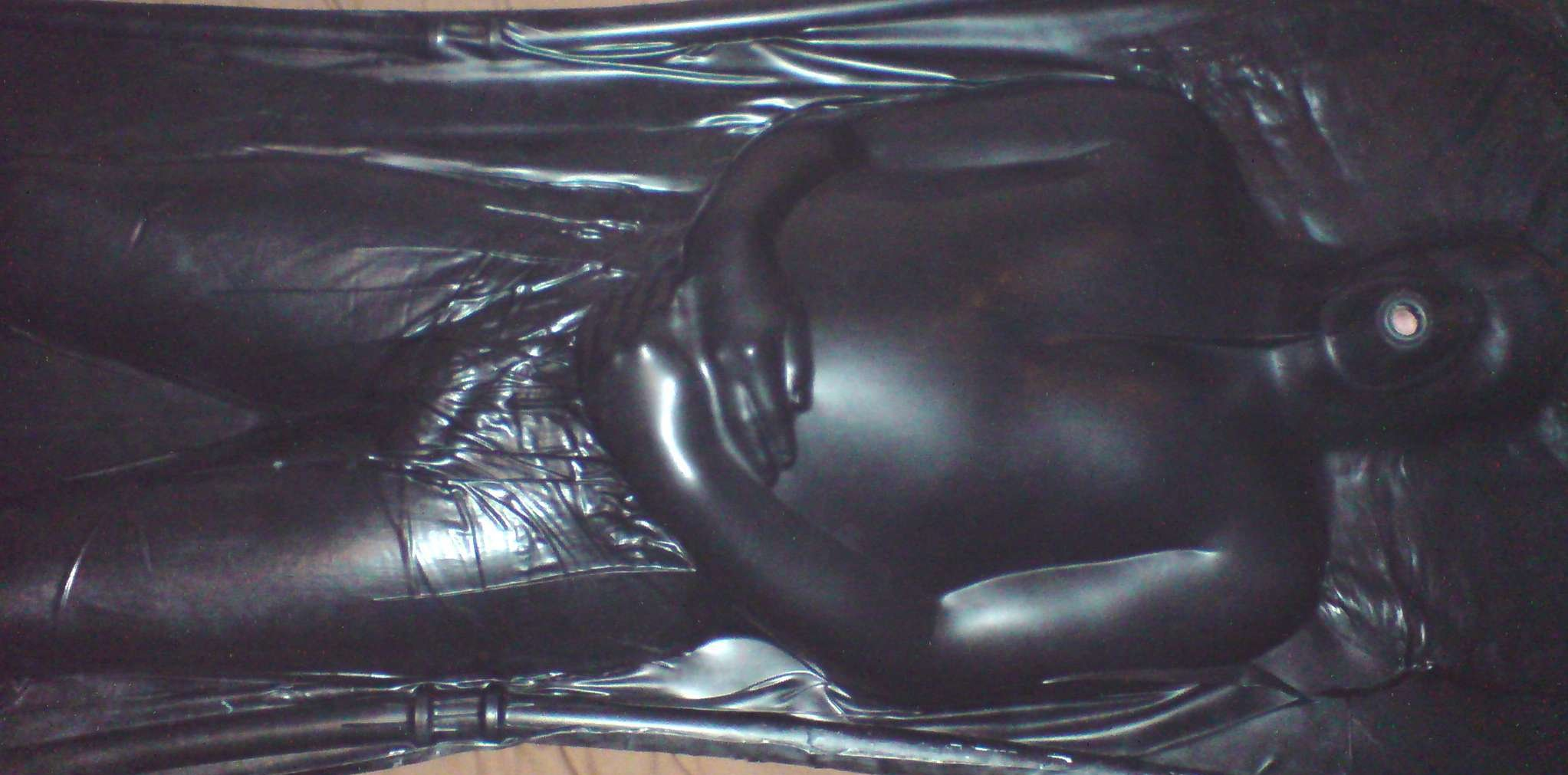
Una persona racchiusa in un vacuum bed, si nota, sulla destra, il foro per la respirazione in corrispondenza della bocca.

I vacuum bed sono solitamente costituiti da due strati di lattice attraversati da un telaio tubolare generalmente realizzato in acciaio, ma che può essere costruito anche in plastica o legno, a formare una specie di sacco a pelo in grado di contenere una persona nella sua interezza.
Una volta che l'utilizzatore si è adagiato al suo interno, l'ingresso del vacuum bed viene sigillato ermeticamente con una cerniera o un altro opportuno sistema di chiusura e, tramite una pompa a vuoto o un aspirapolvere, una persona all'esterno provvede a rimuovere la maggior parte dell'aria presente all'interno del dispositivo. Ciò porta alla formazione di una forte pressione negativa (erroneamente chiamata "vuoto") che di fatto intrappola la persona all'interno del vacuum bed, rendendole impossibile muovere qualunque parte del suo corpo, dita comprese.

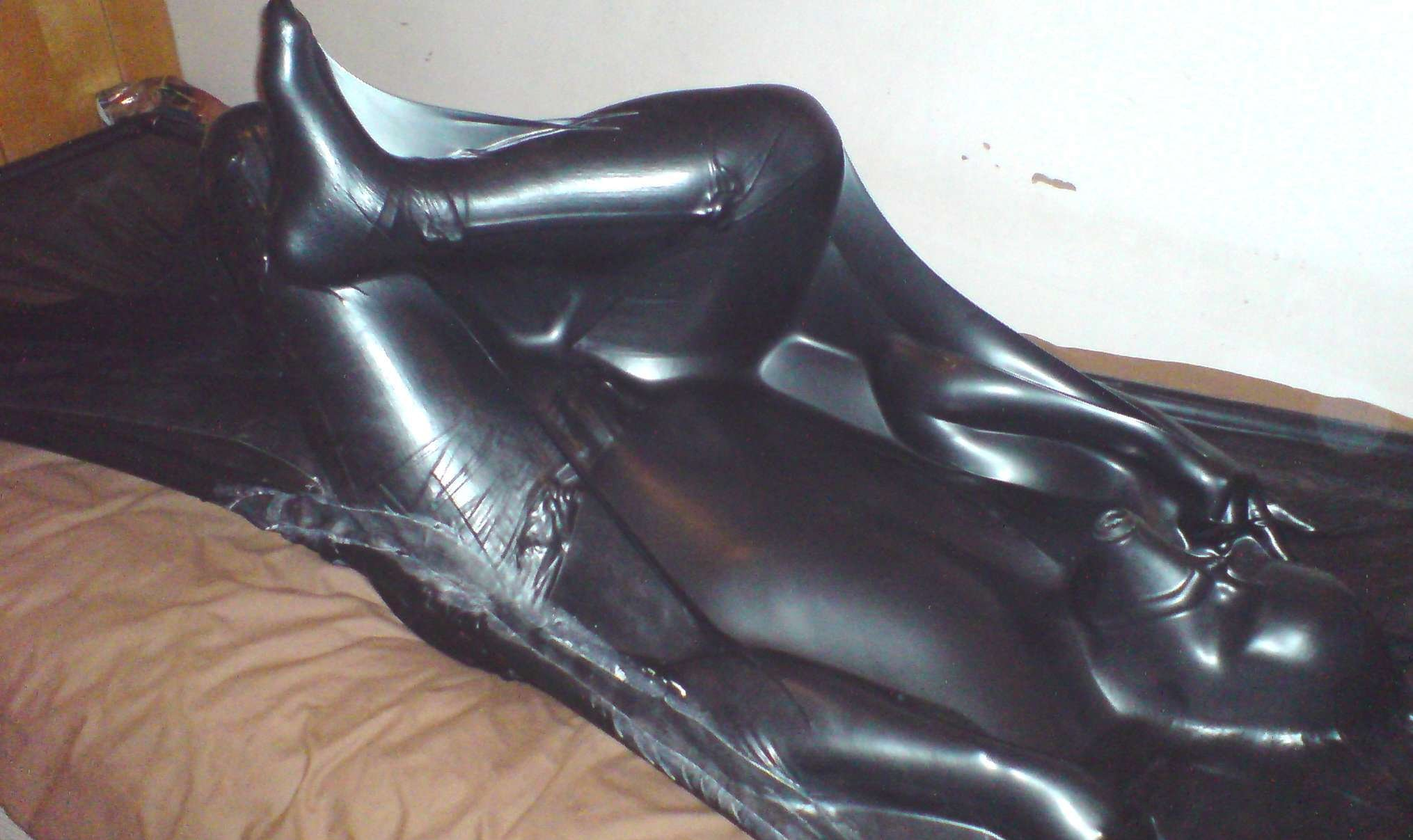
Vista laterale.

Esistono diversi modi in cui il dispositivo può essere progettato per facilitare la respirazione. Il più comune è un tubo che, dalla bocca dell'occupante, corre fino all'esterno del vacuum bed; una seconda opzione è un foro rinforzato e posizionato in corrispondenza della bocca; una terza opzione è l'inclusione di un altro strumento spesso oggetto di feticismo, come ad esempio una maschera antigas che faciliti per l'appunto la respirazione. Alcuni dispositivi sono infine dotati di una guarnizione che permette di tenere fuori l'intera testa.
Talvolta, gli utilizzatori preferiscono non avere nemmeno la possibilità di respirare, e ciò ovviamente limita l'utilizzo del vacuum bed a pochi minuti.
Il vacuum bed è sia un dispositivo di costrizione utilizzato nel bondage, sia uno strumento per amplificare le sensazioni. La quasi assoluta impossibilità di muoversi, oltre che di parlare e di vedere, che variano comunque a seconda dei modelli e della pressione negativa generata, unitamente alla sensazione data sulla pelle dal lattice freddo e a stimoli esterni a cui l'utilizzatore può essere sottoposto (colpi, percussioni, vibrazioni), può risultare molto piacevole per alcune persone, le quali spesso giudicano tali esperienze come molto più intense di quelle che si hanno in assenza del vacuum bed.
Così come molte altre attività legate al bondage, l'utilizzo del vacuum bed, che deve essere effettuato con l'aiuto di un'altra persona, poiché l'utente non può controllare il vuoto, né uscire dal dispositivo senza aiuto, porta con sé diversi pericoli, tra cui spiccano quelli del soffocamento e dell'asfissia posizionale. Proprio per evitare quest'ultimo pericolo, è importante che la posizione assunta dall'occupante prima che sia azionata la pompa a vuoto, e che poi rimarrà fissa per tutta la durata dell'esperienza, sia idonea alla respirazione. A meno che non si stia utilizzando la versione che prevede il mantenimento della testa all'estrerno dell'involucro, è poi consigliato l'utilizzo di tappi per le orecchie al fine di scongiurare danni che potrebbero rivelarsi permanenti.

## Vacuum cube
Nel tempo si è avuta una evoluzione del vacuum bed nel vacuum cube (letteralmente "cubo a vuoto" e spesso abbreviato in "Vac Cube"), un dispositivo che funziona con lo stesso principio ma il cui telaio invece che essere "bidimensionale" è tridimensionale e a forma di cubo. La miglioria portata dal Rispetto al vacuum cube rispetto al vacuum bed è certamente da ricercare nel maggior di numero di posizioni che l'utilizzatore può assumere prima che l'aria venga aspirata dall'interno del dispositivo.